# Ambassade du Mexique au Canada
L'ambassade du Mexique au Canada est la représentation diplomatique des États-Unis mexicains auprès de le Canada. Elle est située rue 45 O'Connor de Ottawa, la capitale du pays. Son ambassadeur est, depuis 2023, Carlos Manuel Joaquín González.

## Histoire
Les deux nations ont établi des relations diplomatiques le 30 janvier 1944. Cette même année, le premier ambassadeur du Mexique a présenté ses lettres de créance à Ottawa.

## Ambassadeurs du Mexique en Canada
| Date de remise des lettres de créance | Date de remise des lettres de créance | Diplomate                                      |
| ------------------------------------- | ------------------------------------- | ---------------------------------------------- |
| 15 février 1944                       |                                       | Francisco del Río y Cañedo                     |
| 4 janvier 1946                        |                                       | Luis I. Rodríguez                              |
| 15 novembre 1946                      |                                       | Armando González Mendoza (chargé d'affaires)   |
| 26 juin 1947                          |                                       | Primo Villa Michel                             |
| 14 mars 1952                          |                                       | Juan Manuel Álvarez del Castillo               |
| 21 juillet 1953                       |                                       | Ignacio Daniel Silva Arias (chargé d'affaires) |
| 24 février 1954                       |                                       | Salvador Pardo Bolland (chargé d'affaires)     |
| 1er mars 1956                         |                                       | Manuel Maples Arce                             |
| 17 janvier 1959                       |                                       | Rafael de la Colina                            |
| 13 juillet 1963                       |                                       | Rafael Urdaneta de la Tour                     |
| 1er septembre 1965                    |                                       | Pedro Suinaga Luján                            |
| 18 juin 1968                          |                                       | Rafael Urdaneta de la Tour                     |
| 1er mars 1977                         |                                       | Agustín Barrios-Gómez-Méndez                   |
| 23 février 1983                       |                                       | José Andrés de Oteyza                          |
| 16 juin 1987                          |                                       | Emilio Carrillo Gamboa                         |
| 5 février 1989                        |                                       | Alfredo Phillips Olmedo                        |
| 4 février 1991                        |                                       | Jorge de la Vega Domínguez                     |
| 6 janvier 1993                        |                                       | Sandra Fuentes-Berain Villenave                |
| 20 janvier 1998                       |                                       | Ezequiel Padilla Couttolenc                    |
| 23 juillet 2001                       |                                       | Maria Teresa García Segovia de Madero          |
| 1er décembre 2006                     |                                       | Emilio Goicoechea Luna                         |
| 14 janvier 2009                       |                                       | Francisco Barrio Terrazas                      |
| 25 avril 2013                         |                                       | Francisco Suárez Dávila                        |
| 15 décembre 2015                      |                                       | Agustín García López-Loaeza                    |
| 22 juin 2017                          |                                       | Dionisio Pérez Jácome                          |
| 26 mars 2019                          |                                       | Juan José Gómez Camacho                        |
| 29 mars 2023                          |                                       | Carlos Manuel Joaquín González                 |

## Consulat
Le Mexique possède des consulats-généraux à Montréal, Toronto et Vancouver et des consulats à Calgary et Leamington. Il a des consulats honoraires à Halifax, Québec, Saint-Jean de Terre-Neuve et Winnipeg.
Autres références
1. 1 2  Ambassade du Mexique au Canada.
2. ↑  Manual de Organización de la Embajada de México en Canadá (en espagnol)